# Lijst van rijksmonumenten in Oostkapelle
De plaats Oostkapelle telt 42 inschrijvingen in het rijksmonumentenregister. Hieronder een overzicht.
| Object                                                                           | Oorspronkelijke functie?  | Bouwjaar                                 | Architect          | Locatie              | Coördinaten?                  | Nr.?   | Afbeelding        |
| -------------------------------------------------------------------------------- | ------------------------- | ---------------------------------------- | ------------------ | -------------------- | ----------------------------- | ------ | ----------------- |
| Altijd zorg                                                                      | Boerderij                 | 1737 (aanhang) 17e eeuw (schuur)         |                    | Aagtekerkseweg 5     | 51° 33' 41" NB, 3° 32' 52" OL | 42156  | Meer afbeeldingen |
| Zeeduin: hoofdgebouw                                                             | Kasteel, buitenplaats     | 1878                                     |                    | Dunoweg 12           | 51° 34' 42" NB, 3° 33' 55" OL | 409334 | Meer afbeeldingen |
| Zeeduin: aanleg van de historisch buitenplaats                                   | Tuin, park en plantsoen   |                                          |                    | Dunoweg bij 12       | 51° 34' 24" NB, 3° 33' 40" OL | 409335 | Meer afbeeldingen |
| Zeeduin: toegangshek                                                             | Erfscheiding              | midden 18e eeuw                          |                    | Noordweg bij 31      | 51° 34' 24" NB, 3° 33' 23" OL | 409336 | Meer afbeeldingen |
| Zeeduin: hertenverblijf                                                          | Bijgebouwen kastelen enz. | laatste kwart 19e eeuw                   |                    | Dunoweg bij 10       | 51° 34' 44" NB, 3° 33' 56" OL | 409337 | Meer afbeeldingen |
| Zeeduin: oranjerie                                                               | Tuin, park en plantsoen   | laat 19e eeuw                            |                    | Dunoweg bij 12       | 51° 34' 42" NB, 3° 33' 55" OL | 409338 | Meer afbeeldingen |
| Zeeduin: voormalige koetshuis                                                    | Woonhuis                  | 1883                                     |                    | Dunoweg 14           | 51° 34' 47" NB, 3° 33' 58" OL | 409339 | Meer afbeeldingen |
| Zeeduin: dienstwoning                                                            | Woonhuis                  | 19e eeuw                                 |                    | Dunoweg 10           | 51° 34' 44" NB, 3° 33' 56" OL | 409340 | Meer afbeeldingen |
| Cranestein                                                                       | Boerderij                 | ca. 17e eeuw                             |                    | Wijkhuijsweg 10      | 51° 33' 36" NB, 3° 33' 24" OL | 42160  | Meer afbeeldingen |
| Boerderij bestaande uit fors woonhuis onder zadeldak                             | Boerderij                 |                                          |                    | Molenweg 8           | 51° 33' 51" NB, 3° 33' 5" OL  | 42161  | Meer afbeeldingen |
| Molenwijk                                                                        | Kasteel, buitenplaats     | 1819                                     |                    | Molenweg 36          | 51° 33' 43" NB, 3° 33' 5" OL  | 42162  | Meer afbeeldingen |
| d'Arke                                                                           | Industrie- en poldermolen | 1858                                     |                    | Noordweg 2           | 51° 34' 3" NB, 3° 33' 24" OL  | 42163  | Meer afbeeldingen |
| Groot Middenhof                                                                  | Boerderij                 | 17e-18e eeuw                             |                    | Noordweg 39          | 51° 34' 11" NB, 3° 33' 50" OL | 42164  | Meer afbeeldingen |
| Klein Middenhof                                                                  | Boerderij                 | laatste helft 17e eeuw (schuurtje)       |                    | Noordweg 54          | 51° 34' 2" NB, 3° 33' 60" OL  | 42165  | Meer afbeeldingen |
| Toren Nederlands Hervormde Kerk                                                  | Kerk en kerkonderdeel     | laat 14e eeuw                            |                    | Waterstraat 2        | 51° 33' 56" NB, 3° 33' 3" OL  | 42166  | Meer afbeeldingen |
| Nederlands Hervormde kerk                                                        | Kerk en kerkonderdeel     | 15e eeuw (overblijfsel) 1610 (gewijzigd) |                    | Waterstraat 4        | 51° 33' 56" NB, 3° 33' 3" OL  | 42167  | Meer afbeeldingen |
| Buitenplaats Westhove: hoofdgebouw                                               | Kasteel, buitenplaats     | 1250-1300                                |                    | Duinvlietweg 8       | 51° 34' 11" NB, 3° 31' 18" OL | 507929 | Meer afbeeldingen |
| Buitenplaats Westhove: historische park- en tuinaanleg                           | Tuin, park en plantsoen   | ca. 1550                                 |                    | Duinvlietweg bij 8   | 51° 34' 16" NB, 3° 31' 19" OL | 507931 | Meer afbeeldingen |
| Buitenplaats Westhove: stenen brug                                               | Tuin, park en plantsoen   | begin 19e eeuw                           |                    | Duinvlietweg bij 8   | 51° 34' 18" NB, 3° 31' 13" OL | 507932 | Upload foto       |
| Buitenplaats Westhove: toegangshek                                               | Tuin, park en plantsoen   | laat 18e eeuw                            |                    | Duinvlietweg bij 8   | 51° 34' 5" NB, 3° 31' 30" OL  | 507933 | Meer afbeeldingen |
| Buitenplaats Westhove: bouwhuis aan oostzijde                                    | Bijgebouwen kastelen enz. | 18e eeuw                                 |                    | Duinvlietweg bij 8   | 51° 34' 12" NB, 3° 31' 18" OL | 507934 | Meer afbeeldingen |
| Buitenplaats Westhove: bouwhuis aan westzijde                                    | Bijgebouwen kastelen enz. | 18e eeuw                                 |                    | Duinvlietweg bij 8   | 51° 34' 12" NB, 3° 31' 17" OL | 507935 | Meer afbeeldingen |
| Buitenplaats Westhove: oranjerie                                                 | Tuin, park en plantsoen   | tweede helft 18e eeuw                    |                    | Duinvlietweg 6       | 51° 34' 11" NB, 3° 31' 12" OL | 507936 | Meer afbeeldingen |
| Buitenplaats Westhove: dienstwoning                                              | Bijgebouwen kastelen enz. | ca. 1900                                 |                    | Duinvlietweg 10      | 51° 34' 12" NB, 3° 31' 5" OL  | 507937 | Upload foto       |
| Duinbeek                                                                         | Kasteel, buitenplaats     | begin 18e eeuw                           |                    | Duinbeekseweg 19     | 51° 34' 22" NB, 3° 32' 4" OL  | 513260 | Meer afbeeldingen |
| Duinbeek: historische tuin- en parkaanleg behorende tot de buitenplaats duinbeek | Tuin, park en plantsoen   | begin 19e eeuw                           |                    | Duinbeekseweg bij 19 | 51° 34' 22" NB, 3° 32' 4" OL  | 513262 | Meer afbeeldingen |
| Duinbeek: koetsierswoning                                                        | Bijgebouwen kastelen enz. | 18e eeuw                                 |                    | Duinbeekseweg 17     | 51° 34' 23" NB, 3° 32' 6" OL  | 513263 | Meer afbeeldingen |
| Duinbeek: tuinmanswoning met bakkeet                                             | Bijgebouwen kastelen enz. | 18e eeuw                                 |                    | Duinbeekseweg 21     | 51° 34' 23" NB, 3° 32' 5" OL  | 513264 | Meer afbeeldingen |
| Duinbeek: varkenshok                                                             | Boerderij                 | 18e eeuw                                 |                    | Duinbeekseweg bij 19 | 51° 34' 22" NB, 3° 32' 4" OL  | 513265 | Upload foto}      |
| Boerenwoning                                                                     | Boerderij                 | 18e eeuw                                 |                    | Dunoweg 3            | 51° 34' 44" NB, 3° 33' 56" OL | 520094 | Boerenwoning      |
| Klein Berkenbosch                                                                | Boerderij                 | 1691                                     |                    | Duinbeekseweg 7      | 51° 34' 16" NB, 3° 32' 11" OL | 522878 | Meer afbeeldingen |
| Zeeduin: landbouwschuur                                                          | Boerderij                 | 19e eeuw                                 |                    | Dunoweg bij 3        | 51° 34' 33" NB, 3° 33' 20" OL | 528733 | Meer afbeeldingen |
| Zeeduin: hekwerk                                                                 | Boerderij                 | 1629                                     |                    | Dunoweg bij 3        | 51° 34' 33" NB, 3° 33' 20" OL | 528734 | Meer afbeeldingen |
| Overduin: hoofdgebouw                                                            | Kasteel, buitenplaats     | 1839                                     |                    | Dunoweg bij 2        | 51° 34' 35" NB, 3° 34' 9" OL  | 530002 | Meer afbeeldingen |
| Overduin: historische tuin- en parkaanleg                                        | Tuin, park en plantsoen   | 1839                                     | Karel Georg Zocher | Dunoweg bij 2        | 51° 34' 44" NB, 3° 34' 14" OL | 530003 | Meer afbeeldingen |
| Overduin: koetshuis                                                              | Bijgebouwen kastelen enz. | ca. 1839                                 | Karel Georg Zocher | Dunoweg 4            | 51° 34' 44" NB, 3° 34' 10" OL | 530004 | Meer afbeeldingen |
| Overduin: boerderij                                                              | Boerderij                 | 16e eeuw                                 |                    | Dunoweg 8            | 51° 34' 46" NB, 3° 34' 7" OL  | 530005 | Upload foto       |
| Overduin: landbouwschuur                                                         | Boerderij                 | 1857                                     |                    | Dunoweg bij 8        | 51° 34' 46" NB, 3° 34' 7" OL  | 530006 | Meer afbeeldingen |
| Overduin: prieel "rode tent"                                                     | Tuin, park en plantsoen   | ca. 1780                                 |                    | Munnikweg 1          | 51° 34' 45" NB, 3° 34' 38" OL | 530007 | Upload foto       |
| Overduin: tuinmanswoning                                                         | Bijgebouwen kastelen enz. | ca. 1839                                 | Karel Georg Zocher | Dunoweg 2            | 51° 34' 35" NB, 3° 34' 9" OL  | 530008 | Meer afbeeldingen |
| Overduin: ijskelder                                                              | Tuin, park en plantsoen   | 18e eeuw                                 |                    | Dunoweg bij 4        | 51° 34' 44" NB, 3° 34' 10" OL | 530641 | Upload foto       |
| Overduin: bakkeet                                                                | Boerderij                 | 18e eeuw                                 |                    | Dunoweg bij 8        | 51° 34' 46" NB, 3° 34' 7" OL  | 530642 | Upload foto       |